# Водяний павук (коротка повість)
«Водяний павук» (англ. Waterspider) — науково-фантастична гумористична коротка повість американського письменника Філіпа К. Діка. Уперше видана в січні 1964 року видавництвом «Galaxy Publishing Corporation» у журналі «If». Увійшла до четвертого тому «Зібраної короткої прози Філіпа К. Діка» 1987 року.
Українською мовою коротка повість видана «Видавництвом Жупанського» у 2023 році в третьому томі «Повного зібрання короткої прози» Філіпа К. Діка в перекладі Ганни Гнедкової.

## Сюжет
Сюжет розгортається в майбутньому. У середині XXI століття групу в’язнів відправляють до Проксими Центавра. Для прискорення польоту масу пасажирів і корабля значно зменшують, але спосіб, який дозволив би відновити їхній первісний стан, досі залишається невідомим.
Щоб вирішити цю проблему, ухвалюють рішення здійснити подорож у часі й перенести в майбутнє Пола Андерсона, «передкога», який описав подібний випадок століття тому. Згодом з'ясовується, що цей «передког» насправді є автором наукової фантастики.
У сюжеті Філіп Дік також згадує себе, свої твори: «Чоловік-змінна»,  «Захисники», «Зразковий Єнсі», і низку видатних фантастів, серед яких Маррі Лайнстер, Альфред ван Вогт, Маргарет Сент-Клер, Джек Венс, Айзек Азімов, Роберт Блох, Джек Вільямсон та Рей Бредбері.

## Видання українською мовою
- Дік, Філіп. К. Повне зібрання короткої прози. Том 3 / Пер. з англ.: Єгор Поляков, Ганна Гнедкова. — Київ: Видавництво Жупанського, 2023. — (Ad Astra) — 592 с. ISBN 978-617-7585-85-4
  - Водяний павук (з 547 с. по 584 с.; переклала Ганна Гнедкова)

## Зауваги
1. ↑  Дані взято з видання: Філіп К. Дік. Повне зібрання короткої прози. Том 3, Видавництво Жупанського, 2023